# アンドレ・ノートン
アンドレ・ノートン（Andre Norton, 1912年2月17日 - 2005年3月17日）は、アメリカ合衆国のSF作家、ファンタジー作家。ペンネームの「アンドレ」は男性名だが、誕生時の本名はアリス・メアリー・ノートンと言い、女性である。別名アンドリュー・ノース。多作家で、ジュヴナイル作品に関しては定評がある。
アラン・E・ナースはノートンのペンネームの1つだと疑われたことがあるが、別人である。

## 経歴
オハイオ州クリーヴランド生まれ。レイ・カミングス、エドガー・ライス・バローズの影響を受けて高校時代から習作を始める。校内新聞に短編小説を発表していた。このころ Ralestone Luck を書いており、後に2作目の長編として1938年に出版することになった。1934年（20代前半）、冒険小説"The Prince Commands"(1934)でデビューした。その後しばらくはファンタジー/歴史/冒険小説の発表を重ねる。
1930年に高校を卒業すると、教師になるためケース・ウェスタン・リザーブ大学のフローラ・ストーン・マザー・カレッジに入学した。しかし1932年、不況のため大学を辞め、クリーブランド公共図書館で働き始めた。そこで18年間勤務し、その後クリーブランドのノッティンガム図書館分館の児童書部門に移っている。1934年、彼女はペンネームに合わせて法律上の名前をアンドレ・アリス・ノートン (Andre Alice Norton) に変えている。1940年から1941年まで、外国人の市民権に関するプロジェクトの一環として、ノートンはアメリカ議会図書館の目録作成部門の司書として勤務した。このプロジェクトは第二次世界大戦へのアメリカの完全参戦と共に突然終了した。
1941年、ノートンはメリーランド州マウントレーニエに Mystery House という書店を開いた。しかしビジネスは失敗し、クリーブランド公共図書館に戻って1950年まで勤めた。その後、ノーム・プレスの出版者で編集者の Martin Greenberg の下で原稿の下読みの仕事を始めた。その仕事を1958年まで続け、専業作家となる。
1952年に、荒廃した未来の地球を舞台にミュータントの少年の冒険談を描いた長編"Starman's Son"（改題"Daybreak-2250 A.D."）をエース・ブックスから刊行し、好評を得た。それ皮切りに、以降は良質のジュヴナイルSFを量産。ノートンの特長としては明快な文体、優れた構成、リアルでありながら楽観的な作風、などが挙げられる。執筆のペースは速く、時には年4冊の作品を上梓した。作品数は1970年代中期の時点で約70冊に達した。
はじめ批評家からは無視されていたが、『ビースト・マスター』（1959年）や「ウィッチ・ワールド」シリーズがリン・カーターに認められ、一般向けの作家としても再評価されるに至った。他の代表作に「タイム・エージェント」シリーズ、「太陽の女王号」シリーズなどがある。
1960年代にはヒロイック・ファンタジー作家グループ Swordsmen and Sorcerers' Guild of America (SAGA) のメンバーとなり、その関連でリン・カーターのアンソロジーに作品が掲載された。
やや病気がちになったため、ノートンは1966年11月にフロリダ州に移住し、その後テネシー州マーフリーズボロに転居した。2005年2月21日、ホスピスに入居。2005年3月17日、うっ血性の心不全で死去。最後の長編 Three Hands for Scorpio は2005年4月1日に出版された。
アメリカSFファンタジー作家協会(SFWA)は1983年にノートンにグランド・マスター賞を授与しているが、2005年2月20日、優れたジュブナイルのSFおよびファンタジーを毎年選出するアンドレ・ノートン賞の創設を発表した。アンドレ・ノートン賞はネビュラ賞の一部ではないが、選考基準や手続きなどはネビュラ賞と同じである。
J・M・コーンウェルのような伝記作家やSFWA、Publishers Weekly 誌やタイム誌に「SFとファンタジー界の貴婦人」と呼ばれたアンドレ・ノートンは、70年以上に渡って小説を書き続けた。300以上の作品が4世代に渡って読まれ、SFやファンタジーの読者および作家に多大な影響を与えた。ノートンの影響を認めている作家としては、グレッグ・ベア、L・M・ビジョルド、C・J・チェリイ、セシリア・ダート・ソーントン、タニア・ハフなどがいる。
ノートンの作品は日本の他、ドイツ、フランス、イタリア、デンマーク、アルゼンチンにも紹介されている。

## 作品リスト
- 『銀河の果ての惑星』（Star Rangers (1953) 、関口幸男訳、ハヤカワ文庫SF） 1973.5
- 『燃える惑星 スター・ガード』（Star Guard (1955) 、酒匂真理子訳、トクマ・ノベルズ、スペース・アドベンチャー・シリーズ）  1978.9
- 『スター・ゲイト』（Star Gate (1958)、小隅黎, 小木曽絢子共訳、ハヤカワ文庫SF） 1986.5
- 『猫と狐と洗い熊』（Catseye (1961)、井上一夫訳、創元推理文庫） 1973.12
- 『メニエ騎士像のなぞ』（長谷川甲二訳、学習研究社、少年少女サスペンス推理3） 1971

### 「太陽の女王号」シリーズ
- 『大宇宙の墓場』（Sargasso of Space (1955) 、小隅黎訳、ハヤカワ文庫SF） 1972.4
- 『恐怖の疫病宇宙船』（Plague Ship (1956) 、小隅黎訳、ハヤカワ文庫SF） 1973.6

### 「タイム・エージェント」シリーズ
- 『不時着した円盤の謎』（The Time Traders (1958)、小宮卓訳、久保書店QTブックス） 1975.10
- 『未知なる銀河航路』（Galactic Derelict (1959)、吉川純子訳、久保書店QTブックス） 1978.5
- 『崩壊した銀河文明』（The Defiant Agents (1962) 、日夏響訳、久保書店QTブックス） 1974.12
- 『失われた時間の鍵』（Key Out of Time (1963) 、日夏響訳、久保書店QTブックス） 1976.9

### 「ビースト・マスター」シリーズ
- 『ビースト・マスター』（The Beast Master (1959)、山田忠訳、ハヤカワ文庫SF） 1986.11
- 『ビースト・マスター2 雷神の怒り』（Lord of the Thunder (1962) 、山田忠訳、ハヤカワ文庫SF） 1987.8

### 「ウィッチ・ワールド」シリーズ
- 『魔法の世界エストカープ』（Witch World (1963)、厚木淳訳、創元推理文庫） 1974.3 - 1987年ローカス賞 オールタイム・ベスト・ファンタジー・ノベル受賞
- 『魔法の世界の凱歌』（Web of the Witch World (1964) 、厚木淳訳、創元推理文庫） 1974.11
- 『魔法の世界の三兄妹』（Three Against the Witch World (1965)、榎林哲訳、創元推理文庫） 1974.12
- 『魔法の世界の幻術』（Warlock of the Witch World (1967)、榎林哲訳、創元推理文庫） 1976.7
- 『魔法の世界の夜明け』（Sorceress of the Witch World (1968)、榎林哲訳、創元推理文庫） 1977.8

### 「ゼロ・ストーン」シリーズ
- 『ゼロ・ストーン』（The Zero Stone (1968)、小隅黎, 梶元靖子共訳、ハヤカワ文庫SF） 1986.1
- 『ゼロ・ストーン2 未踏星域をこえて』（Uncharted Stars (1969)、小隅黎, 梶元靖子共訳、ハヤカワ文庫SF） 1987.1

その他未訳作品多数。

## 主要参考資料
- 森優「アメリカ一のベストセラー作家」 - 『大宇宙の墓場』（ハヤカワ文庫）巻末解説
- 厚木淳「六〇年代SFの代表作」 - 『魔法の世界エストカープ』（創元推理文庫）巻末解説
- ジョン・クルート編著、高橋良平監修『SF大百科事典』グラフィック社、1998年